# Панічна втеча (фільм, 1980)
Панічна втеча (англ. Running Scared) — американський пригодницький бойовик 1980 року.

## Сюжет
Після того, як Лерой Бічер ненавмисно зняв на камеру секретний об'єкт, влада підозрює, що він і його друг Чес — шпигуни, і починають на них полювання.

## У ролях
| Актор            | Роль               |
| ---------------- | ------------------ |
| Кен Вол          | Чес Макклейн       |
| Джадж Рейнгольд  | Лерой Бічер        |
| Енні МакЕнро     | Саллі Мей Гідденс  |
| Бредфорд Діллман | Артур Джагер       |
| Джон Сексон      | капітан Муньос     |
| Пет Гінгл        | сержант Макклейн   |
| Лонні Чепмен     | Па Бічер           |
| Том МакФедден    | полковник Вільямс  |
| Тім Брентлі      | малюк у драндулеті |
| Мері Лосон       | кінський хвіст     |

| Актор                      | Роль          |
| -------------------------- | ------------- |
| Ліза Фелкоскі              | Сенді         |
| Френсін Джойс              | Робін Вінстон |
| Малкольм Джонс             | комірник      |
| Том Таллі                  | пілот C-47    |
| Роджер Претто              | лейтенант     |
| Хорхе Джил                 | солдат        |
| Кен Раджерс                | тележурналіст |
| Джон Лівард                | солдат        |
| Ден Чандлер                | сержант       |
| Шерман «Біг Трейн» Бергман | солдат        |